# Gabriel-Pierre Lafond

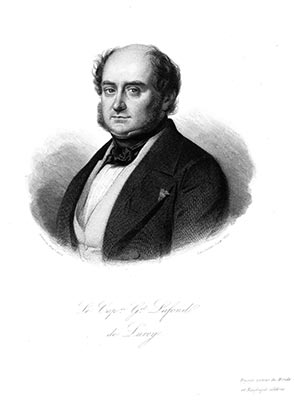
Gabriel-Pierre Lafond de Lurcy

Gabriel-Pierre Lafond de Lurcy (Lurcy-Lévis, Francia 1802 - 1876) fue un marino y armador francés.  
Como capitán de marina mercante viajó extensamente y tomó parte en algunos episodios importantes de las luchas por la independencia sudamericana. En Francia contribuyó a la fundación de la Sociedad de Economistas y de la Unión de los Puertos. Visitó Costa Rica en 1849 y poco después fue designado secretario de la Legación costarricense en Francia, y casi enseguida cónsul general honorario de Costa Rica en París, cargo que ejerció hasta 1857. Fue el primer agente consular que nombró Costa Rica. 
Mediante el contrato Calvo-Escalante, suscrito en octubre de 1849, el Gobierno de Costa Rica otorgó en su favor una concesión de tierras en la costa del Pacífico, y en marzo de 1850 Lafond firmó con el ministro Plenipotenciario de Costa Rica en Europa, Felipe Francisco Molina y Bedoya, otro contrato para la apertura de un canal interoceánico entre el Caribe y el Pacífico, de Bocas del Toro al Golfo Dulce. Con este propósito trató de formar en París y en Londres una compañía canalera sobre la base de un capital de medió millón de libras esterlinas, pero no tuvo éxito. 
De 1857 a 1860 fue ministro plenipotenciario de Costa Rica en Francia, y en 1860 volvió al cargo de cónsul general honorario, que desempeñó hasta 1867. Le fueron otorgadas varias condecoraciones importantes, como la Legión de Honor de Francia, y fue caballero de la Orden de Isabel la Católica, de España, y caballero de la Orden de San Gregorio Magno, de la Santa Sede. 
El compositor, Manuel María Gutiérrez Flores le dedicó el Himno Nacional de Costa Rica, según consta en la primera edición de su partitura, efectuada en París en 1864. 
Publicó en francés las obras 
- Quince años de viajes alrededor del mundo (1839)
- Cartas de la América Central
- Viajes alrededor del mundo (1845)

José Pacífico Otero en Historia del Libertador Don José de San Martín Tomo  III  Pag. 723, da a conocer que la obra mencionada fue publicada en 1843 con el nombre de "Voyages autour du monde et naufrages célèbres" y en ella comenta e inserta textualmente  la Carta del Protector del Perú el  Gral. José de San Martín al Libertador Gral. Simón Bolívar que devela las verdaderas cuestiones que se trataron entre los dos próceres en el famoso encuentro privado de Guayaquil  y se aprecia en toda su dimensión la estatura moral, espiritual y militar del patriota argentino, única en la  historia de la humanidad, que conozca la cultura occidental. También incluye la lámina de un grabado de la "Entrevue des generaux San Martin et Bolivar a Guayaquil".  El 23 de julio de 1843 el Capitán Lafond de Lurcy le decía a San Martín: "La lámina que representa su entrevista con Bolívar, no ha sido aún terminada. Se la enviaré más tarde".
- De las islas Marquesas y las colonias de Francia
- Estudios sobre la América española (1848)
- Noticia sobre el Golfo Dulce en el Estado de Costa Rica (América Central) y sobre un nuevo paso entre los dos océanos.

- Datos: Q5873148